# Saudi Aramco
Saudi Aramco (tiếng Ả Rập: أرامكو السعودية ʾArāmkō s-Saʿūdiyyah), tên chính thức là Công ty Dầu Ả Rập Xê Út, được gọi phổ biến nhất bằng tên Aramco, là công ty dầu mỏ và khí đốt thiên nhiên quốc gia của Ả Rập Xê Út, có trụ sở tại thành phố Dhahran. Giá trị thị trường của Saudi Aramco được ước tính đạt 2 nghìn tỉ USD do đó đây là công ty có giá trị lớn thứ hai trên thế giới (2021) sau Apple. Đây cũng là một trong các công ty có doanh thu lớn nhất thế giới.
Saudi Aramco sở hữu trữ lượng dầu thô được chứng minh lớn thứ hai thế giới, với hơn 260 tỷ thùng (4,1×1010 m3), và có sản lượng dầu thường nhật lớn thứ nhì thế giới.
Saudi Aramco điều hành mạng lưới hydrocarbon riêng lẻ lớn nhất thế giới mang tên Master Gas System. Tổng sản lượng dầu thô của công ty trong năm 2013 là 3,4 tỷ thùng (540.000.000 m3), họ quản lý trên một trăm mỏ dầu khí tại Ả Rập Xê Út. Saudi Aramco khai thác mỏ dầu trên bờ lớn nhất thế giới là Ghawar, và mỏ dầu trên biển lớn nhất thế giới là Safaniya.

## Lịch sử
Saudi Aramco có nguồn gốc từ việc thiếu hụt dầu trong Chiến tranh thế giới thứ nhất và việc Anh-Pháp loại trừ các công ty của Hoa Kỳ khỏi Lưỡng Hà theo Hiệp định Dầu mỏ San Remo năm 1920. Chính phủ Đảng Cộng hoà của Hoa Kỳ ủng hộ chính sách Mở cửa do Herbert Hoover khởi xướng vào năm 1921. Standard Oil of California (SoCal) nằm trong số các công ty Mỹ tìm kiếm nguồn cung dầu mới từ nước ngoài.
Thông qua công ty con của mình là Bahrain Petroleum Co. (BAPCO), SoCal thăm dò được dầu tại Bahrain vào tháng 5 năm 1932. Sự kiện này làm tăng mức độ quan tâm về thăm dò dầu trên đại lục bán đảo Ả Rập. Vào ngày 29 tháng 5 năm 1933, chính phủ Ả Rập Xê Út cấp một nhượng quyền cho SoCal thay vì một ứng cử viên khác là Iraq Petroleum Co.. Nhượng quyền cho phép SoCal thăm dò dầu tại Ả Rập Xê Út. SoCal nhượng lại nhượng quyền này cho một công ty con do họ sở hữu hoàn toàn là California-Arabian Standard Oil (CASOC). Năm 1936, do công ty không thành công trong việc phát hiện dầu, Texas Oil Co. (Texaco) mua lại 50% tiền góp vốn của nhượng quyền. Sau bốn năm thăm dò không có kết quả, thành công dầu tiên đạt được trong điểm khoan thứ bảy tại Dhahran vào năm 1938, trong một giếng gọi là Dammam số 7. Giếng dầu này ngay lập tức cho sản lượng trên 1.500 thùng trên ngày (240 m3/d), khiến công ty có được tự tin để tiếp tục. Ngày 31 tháng 1 năm 1944, công ty đổi tên từ California-Arabian Standard Oil Co. sang Arabian American Oil Co. (hay Aramco). Đến năm 1948, Standard Oil of New Jersey (sau này đổi thành Exxon) mua 30% và Socony Vacuum (sau này đổi thành Mobil) mua 10% cổ phần của công ty, còn SoCal và Texaco mỗi bên giữ 30% cổ phần. Các công ty mới góp vốn cũng là cổ đông của Iraq Petroleum Co. và họ phải tìm cách chấm dứt hạn chế của Thoả thuận Làn ranh đỏ để được tự do tham gia thoả thuận này.

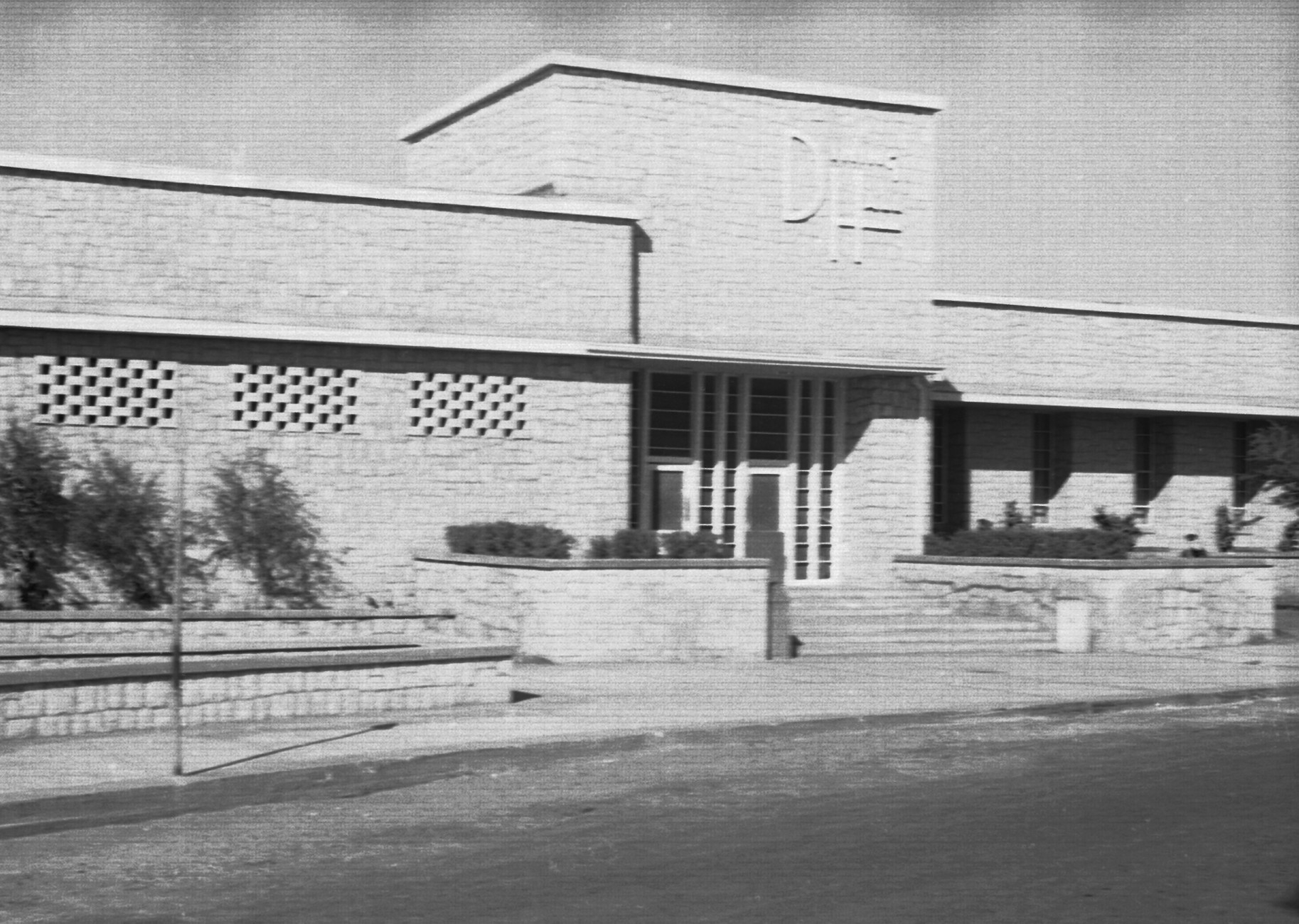
Khu phức hợp Aramco vào năm 1954.

Năm 1950, Quốc vương Abdulaziz đe doạ quốc hữu hoá cơ sở hạ tầng dầu mỏ trong nước, gây áp lực khiến Aramco chấp thuận chia sẻ lợi nhuận 50/50.
Một tiến trình tương tự đã diễn ra với các công ty dầu của Hoa Kỳ tại Venezuela một vài năm trước đó. Chính phủ Hoa Kỳ cắt giảm thuế cho các công ty thành viên của US Aramco một khoản mang tên golden gimmick tương đương với lợi nhuận được trao cho Quốc vương Abdulaziz. Theo sau thoả thuận này, trụ sở của công ty được chuyển từ New York đến Dhahran. Năm 1951, công ty phát hiện mỏ dầu Safaniya, đây là mỏ dầu ngoài khơi lớn nhất thế giới. Năm 1957, công ty phát hiện được các mỏ dầu liên thông có quy mô nhỏ hơn, kết quả là mỏ Ghawar được xác nhận là mỏ dầu trên đất liền lớn nhất thế giới.
Năm 1973, sau khi Hoa Kỳ ủng hộ Israel trong Chiến tranh Yom Kippur, chính phủ Ả Rập Xê Út giành được 25% cổ phần tại Aramco. Chính phủ Ả Rập Xê Út tăng cổ phần của họ lên mức 60% vào năm 1974, và cuối cùng giành quyền kiểm soát hoàn toàn Aramco vào năm 1980 khi có được 100% cổ phần của công ty.
Các đối tác của Aramco tiếp tục khai thác và quản lý các mỏ dầu của Ả Rập Xê Út. Trong tháng 11 năm 1988, một chiếu chỉ đã đổi tên công ty từ Arabian American Oil Co. thành Saudi Arabian Oil Co. (hay Saudi Aramco) và tiếp nhận quyền kiểm soát quản lý và khai thác các mỏ dầu khí trong nước. Năm 1989–90, dầu khí chất lượng cao được phát hiện trong ba khu vực phía nam của Riyadh: khu vực Raghib cách khoảng 124 km về phía đông nam của thủ đô.
Năm 2005, Saudi Aramco là công ty lớn nhất thế giới với giá trị thị trường ước tính đạt 781 tỉ USD. Năm 2011, Saudi Aramco bắt đầu sản xuất từ mỏ khí Karan, với sản lượng trên 400 triệu scf mỗi ngày.
Vào tháng 1 năm 2016, Phó Thái tử Mohammad bin Salman Al Saud tuyên bố rằng ông xem xét niêm yết cổ phiếu của công ty, và bán khoảng 5% cổ phiếu nằm gây dựng một quỹ đầu tư quốc gia cỡ lớn.

## Hoạt động

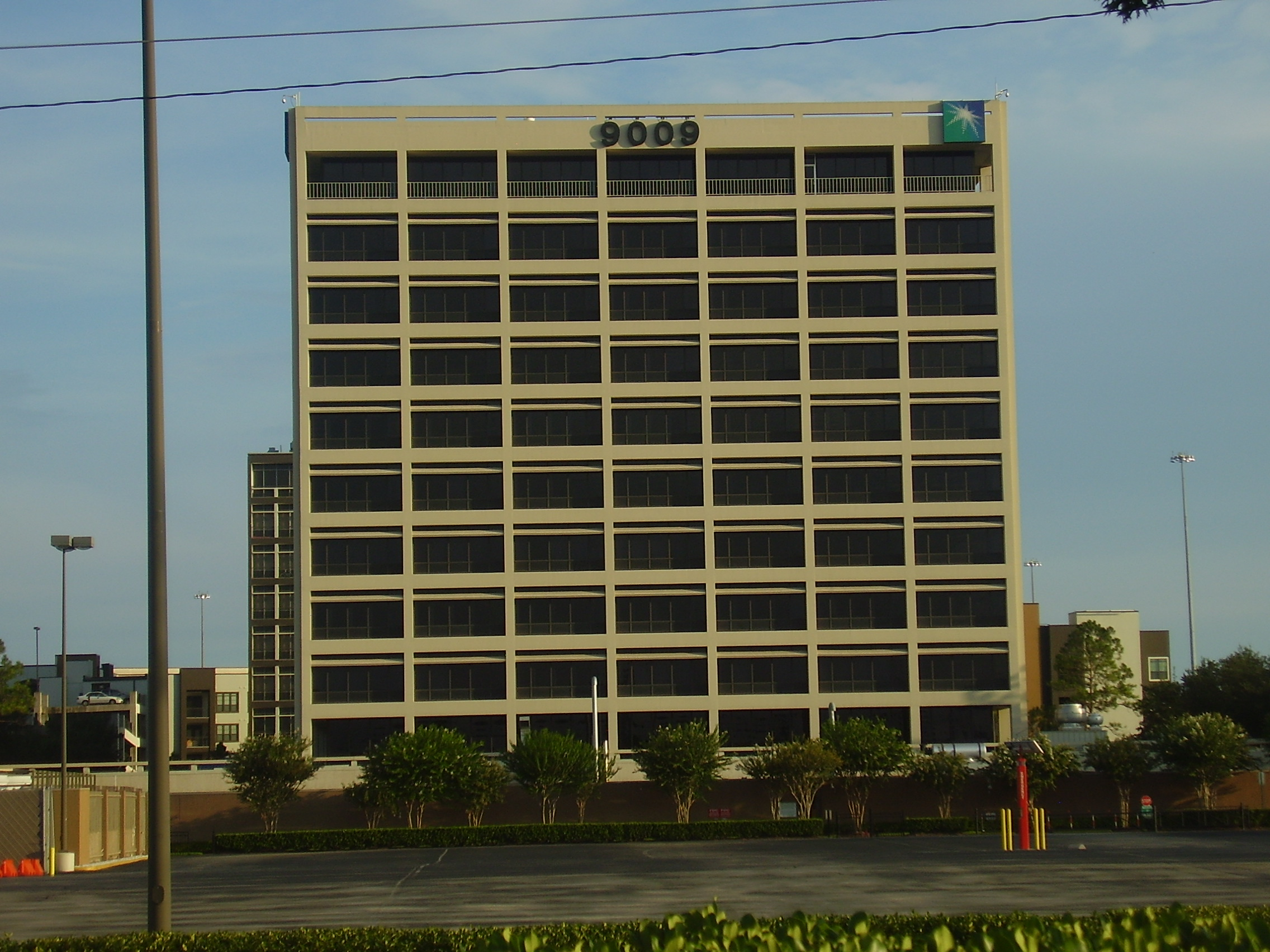
Trụ sở của Aramco Services Co. tại Houston

Saudi Aramco có trụ sở tại Dhahran, song có hoạt động trên khắp toàn cầu, bao gồm khai thác, sản xuất, lọc hoá dầu, phân phối và tiếp thị. Toàn bộ các hoạt động này của công ty đều nằm dưới sự giám sát của Bộ Dầu mỏ và Tài nguyên Khoáng sản cùng với Hội đồng Tối cao về Dầu mỏ và Khoáng sản. Tuy nhiên, bộ chịu trách nhiệm lớn hơn nhiều so với hội đồng trong vấn đề này.
Một phần đáng kể lực lượng lao động của Saudi Aramco là các nhà địa vật lý học và địa chất học. Saudi Aramco đã thăm dò các nguồn dầu khí từ năm 1982. Hầu hết quá trình này diễn ra trong Trung tâm Thăm dò và Kỹ thuật Dầu mỏ (EXPEC). Ban đầu, Saudi Aramco sử dụng siêu máy tính Cray (CRAY-1M) trong Trung tâm Máy tính EXPEC (ECC) để hỗ trợ xử lý số lượng dữ liệu khổng lồ thu được trong quá trình thăm dò và đến năm 2001, ECC quyết định sử dụng các cụm Linux để thay thế cho các hệ thống Cray. ECC lắp đặt một hệ thống siêu máy tính mới vào cuối năm 2009 với dung lượng lưu trữ là 1.050 terabyte (tức vượt một petabyte), là hệ thống lưu trữ lớn nhất trong lịch sử của công ty nhằm hỗ trợ việc thăm dò tại các khu vực biên giới và trên biển Đỏ.
Ban đầu, công ty không có kế hoạch về lọc dầu, song chính phủ Ả Rập Xê Út muốn chỉ có một công ty về sản xuất dầu. Do đó, vào ngày 1 tháng 7 năm 1993, chính phủ ban hành một sắc lệnh về sáp nhập Saudi Aramco với công ty lọc dầu quốc gia là Samarec. Đến năm sau, một công ty con của Saudi Aramco giành được 40% vốn chủ sở hữu của Petron Corp., là công ty lọc dầu thô và tiếp thị lớn nhất tại Philippines. Kể từ đó, Saudi Aramco chịu trách nhiệm về lọc dầu và phân phối chúng trong nước. Năm 2015, năng lực lọc dầu của Saudi Aramco là 5,4 triệu thùng trên ngày (860.000 m3/d) (đầu tư liên doanh quốc tế: 2.500 Mbbl/d (400.000.000 m3/d), đầu tư liên doanh nội địa: 1.900 mpbd, và vận hành nội địa hoàn toàn: 1.000 Mbbl/d (160.000.000 m3/d).) Hoạt động hạ nguồn của Saudi Aramco đang chuyển trọng tâm sang tích hợp các hạ tầng lọc dầu và hoá dầu. Vụ đầu tư đầu tiên của họ vì mục tiêu này là với Petro Rabigh, liên doanh với Sumitomo Chemical Co. và bắt đầu vào năm 2005 trên bờ biển Đỏ.
Các nhà máy lọc dầu nội địa:
- Nhà máy lọc dầu Jeddah (78.000 bbl/d (12.400 m3/d))
- Nhà máy lọc dầu Ras Tanura (550.000 bbl/d (87.000 m3/d))
- Nhà máy lọc dầu Riyadh (126.000 bbl/d (20.000 m3/d))
- Nhà máy lọc dầu Yanbu Refinery (245.000 bbl/d (39.000 m3/d))

Đầu tư lọc dầu nội địa:
- Saudi Aramco Mobil Refinery Co. Ltd. (SAMREF), Yanbu (400.000 bbl/d (64.000 m3/d))
- Saudi Aramco Shell Refinery Co. (SASREF), Jubail (300.000 bbl/d (48.000 m3/d))
- Petro Rabigh, Rabigh (400.000 bbl/d (64.000 m3/d))
- Saudi Aramco Base Oil Co. (Luberef)
- Saudi Aramco Total Refining and Petrochemical Co. (SATORP), Jubail[31] (400.000 bbl/d (64.000 m3/d))
- Yanbu Aramco Sinopec Refinery (YASREF), Yanbu (400.000 bbl/d (64.000 m3/d))

Đầu tư lọc dầu quốc tế:
- Fujian Refining and Petrochemical Co. (FRPC), Trung Quốc
- Sinopec SenMei (Fujian) Petroleum Co. Ltd. (SSPC), Trung Quốc
- Motiva Enterprises LLC, Hoa Kỳ
- Showa Shell, Nhật Bản
- S-Oil, Hàn Quốc
- Saudi Refining Inc., Hoa Kỳ[33]

Saudi Aramco thuê một số tàu chở dầu để vận chuyển dầu thô, dầu và khí đốt tinh luyện đến các quốc gia khác nhau. Họ lập ra một công ty con mang tên Vela International Marine để quản lý vận chuyển đến Bắc Mỹ, châu Âu và châu Á. Họ là cổ đông trong Tổ hợp công nghiệp hàng hải toàn cầu Quốc vương Salman, được kỳ vọng là xưởng đóng tàu lớn nhất thế giới khi hoàn thành.